# Еремкин, Александр Иванович
Александр Иванович Еремкин (18 января 1944 года, Пенза) — российский руководящий работник высшей школы. Ректор Пензенского государственного университета архитектуры и строительства с 1997 по 2010 гг. Доктор технических наук, профессор. Почётный работник высшего профессионального образования Российской Федерации.

## Биография
Родился 18 января 1944 года в Пензе. Трудовую деятельность начал в 1962 г. слесарем на заводе САМ (г. Пенза).
В 1963—1966 гг. проходил срочную службу в Советской Армии. По возвращении из армии работал слесарем на заводе ВЭМ.
В 1972 году окончил Пензенский инженерно-строительный институт по специальности «Теплогазоснабжение и вентиляция».
В 1972—1973 гг. — стажер, а в 1973—1976 гг. — аспирант Ленинградского инженерно-строительного института.
В 1976—1980 гг. — ассистент кафедры «Теплогазоснабжение и вентиляция» Пензенского инженерно-строительного института, в 1980—1981 гг. — старший преподаватель ПИСИ.
В 1979 г. защитил кандидатскую диссертацию.
В 1981—1984 гг. — секретарь партбюро Пензенского инженерно-строительного института.
В 1984—1999 гг. — заведующий кафедрой «Отопление и вентиляция» Пензенской государственной архитектурно-строительной академии.
С 1999 г. и по настоящее время — заведующий кафедрой «Теплогазоснабжение и вентиляция» Пензенского государственного университета архитектуры и строительства.
В 1988—1997 гг. — проректор по учебной работе Пензенской государственной архитектурно-строительной академии.
С 1997 г. по 2010 г. — ректор Пензенского государственного университета архитектуры и строительства.
В 2006 г. защитил докторскую диссертацию.
С 2010 г. по 2012 г. — советник при ректорате Пензенского государственного университета архитектуры и строительства.

## Политическая и общественная деятельность
С октября 2012 по сентябрь 2017 года года был депутатом и Заместителем Председателя Законодательного Собрания Пензенской области. Являлся председателем комитета по бюджетной, налоговой и финансовой политике.
Принимает активное участие в общественно-политической жизни Пензенской области: входит в состав высшего экономического совета Пензенской области, является членом Координационного комитета при Правительстве области по разработке концепции научно-инновационной политики, членом межведомственной комиссии по реализации концепции развития рынка недвижимости, членом наблюдательного совета государственного автономного учреждения «Региональный центр государственной экспертизы и ценообразования в строительстве Пензенской области», членом Штаба по реализации в Пензенской области указов Президента Российской Федерации, членом Совета Российского Союза Строителей, является председателем Союза Пензенских строителей, членом президиума регионального политсовета партии «Единая Россия» (проводил активную работу по выборам Президента РФ и депутатов Государственной Думы), координатор партийного проекта «Единой России» «России важен каждый ребёнок».
С мая 2018 года — председатель Общественного совета при Законодательном Собрании Пензенской области.

## Научная деятельность
Автор более 400 научных работ, в том числе 7 монографий, 32 авторских свидетельств и патентов, 15 учебный пособий под грифом Минобрнауки РФ. Им впервые в России разработаны и внедрены энергосберегающие локальные системы технологического кондиционирования воздуха, обеспечивающие комфортные и технологические условия труда в зданиях; разработана «Стратегия развития строительного комплекса Пензенской области».
Избранные труды:
- Еремкин А. И., Пономарева И. К., Трофимов Д. А. Совершенствование систем климатического обеспечения комфортных условий и сохранности историко-культурного наследия в православных культовых сооружениях // Вестник Белгородского государственного технологического университета им. В. Г. Шухова. 2021. № 4. С. 36-45.
- Еремкин А. И. Особенности применения вытесняющей вентиляции в системах кондиционирования воздуха в залах богослужения православных соборов и храмов // Региональная архитектура и строительство. 2020. № 2 (43). С. 127—133.
- Ерёмкин А. И., Пономарева И. К. Совершенствование путей энергосбережения объектов капитального строительства при реализации национальных проектов // Региональная архитектура и строительство. 2020. № 3 (44). С. 169—174.
- Еремкин А. И., Фильчакина И. Н. Влияние искусственного микроклимата в производственных помещениях текстильных предприятий на физико-механические свойства перерабатываемых волокон // Жилищное хозяйство и коммунальная инфраструктура. 2019. № 1 (8). С. 36-45.
- Аверкин А. Г., Еремкин А. И., Киселев С. О. Повышение эффективности работы контактного аппарата для тепловлажностной обработки воздуха // Приволжский научный журнал. 2017. № 2 (42). С. 73-79.
- Кубис В. А., Баканова С. В., Еремкин А. И., Орлова Н. А. Оценка эффективности системы воздушного отопления в теплице // Вестник СГАСУ. Градостроительство и архитектура. 2014. № 2 (15). С. 94-98.
- Фильчакина И. Н., Ерёмкин А. И., Береговой А. М., Ежов Е. Г. Разработка и исследование воздухораспределителя для локальной раздачи воздуха на предприятиях текстильной промышленности // Известия Казанского государственного архитектурно-строительного университета. 2012. № 2 (20). С. 141—147.
- Еремкин А. И., Худяков В. А., Савенкова Ю. С., Петренко В. О. Система содействия трудоустройству выпускников вуза в современных условиях // Alma mater (Вестник высшей школы). 2010. № 2. С. 45-49.
- Ерёмкин А. И. О некоторых закономерностях адсорбции влаги в капиллярно-пористых коллоидных материалах при увлажнении кондиционированным воздухом // Известия высших учебных заведений. Строительство. 2005. № 1 (553). С. 57-63.

Избранные изобретения:
- Ерёмкин А. И. Устройство для охлаждения воды: Патент на изобретение / А. И. Ерёмкин, А. Г. Аверкин, К. В. Миронов, О. В. Родионов. № 2274813 от 20.04.2006.
- Ерёмкин А. И. Устройство для тепловлажностной обработки воздуха: Патент на изобретение / А. И. Ерёмкин, А. Г. Аверкин, Т. И. Королева и др. № 2270958 от 27.02.2006.
- Ерёмкин А. И. Воздухораспределитель: Патент на изобретение / А. И. Ерёмкин, Н. Я. Кириленко. № 2243453 от 27.12.2004.
- Ерёмкин А. И. Устройство локальной раздачи воздуха: Патент на изобретение / А. И. Ерёмкин, Н. Я. Кириленко, О. А. Базорова. № 2166152 от 27.04.2001.
- Ерёмкин А. И. Способ утилизации теплового (воздушного) потока: Патент на изобретение / А. И. Ерёмкин, А. Г. Аверкин. № 2138742 от 27.09. 1999.
- Ерёмкин А. И. Устройство локальной раздачи воздуха в прядильной машине: Патент на изобретение / А. И. Ерёмкин, О. А. Базорова. № 2128253 от 27.03.1999.
- Ерёмкин А. И., Кириленко Н. Я. Устройство для раздачи приточного воздуха: Авторское свидетельство № 1774136, 1992.
- Ерёмкин А. И., Кириленко Н. Я. Пневматическое устройство для удаления волокнистой пыли со шпулярников текстильных машин: Авторское свидетельство № 1772252, 1992.
- Ерёмкин А. И., Кириленко Н. Я. Прядильная машина: Авторское свидетельство № 1664901, 1991.

## Награды
- Орден Почёта (1996);
- Орден Дружбы (2004);
- Медаль ордена «За заслуги перед Отечеством» II степени (22 июля 2024) — за заслуги в научно-педагогической деятельности, подготовке высококвалифицированных специалистов и многолетнюю добросовестную работу
- Орден «За заслуги перед Пензенской областью» I степени (2024)[5];
- Орден «За заслуги перед Пензенской областью» II степени (2019)[6];
- Медаль «За заслуги в проведении Всероссийской переписи населения» (2002);
- Медаль К. Д. Ушинского;
- Юбилейная медаль «Двадцать лет Победы в Великой Отечественной войне 1941—1945 гг.»
- Медаль «100 лет профсоюзам России»;
- Почётный работник высшего профессионального образования Российской Федерации;
- Почетный знак губернатора Пензенской области «Во славу земли Пензенской» (2011);
- Памятный знак «За заслуги в развитии города Пензы» (26.06.2009)[7];
- Орден Святого благоверного князя Даниила Московского II степени (19 июня 2022 года) — во внимание к трудам по строительству Спасского кафедрального собора г. Пензы[8].